# Association générale de prévoyance militaire
Pour les articles homonymes, voir AGPM.
 (juin 2021).
Le groupe AGPM (Association générale de prévoyance militaire) est une société de groupe d'assurance mutuelle (SGAM) française créée en 1951. Son siège social est situé à Toulon, dans le département du Var. 
Régie par le code des assurances, elle propose historiquement ses services, à savoir des activités d'assurance et de prévoyance, aux membres des forces armées françaises et s'est ouverte depuis 1998 au grand public.

## Historique
En 1951 l'AGPM est créée à l'initiative du contrôleur général des armées de 1re classe Jean-Baptiste Lachenaud, pour accompagner les militaires français avec des contrats de prévoyance dans le cadre de la guerre d'Indochine. Son siège social est installé à Paris. 
En 1969 son siège est déplacé à Toulon. La société d'assurance mutuelle qui deviendra plus tard AGPM Assurances est créée en 1978. 
En 1998, les produits d'assurance du groupe AGPM sont ouverts au public.
En 2018, le groupe AGPM est référencé par le ministère des Armées pour les contrats d'assurance santé et de prévoyance de ses agents. En 2020 le Groupe AGPM fusionne les adhérents de son association, qui coexiste avec ses sociétés d'assurance mutuelle AGPM Assurances et AGPM Vie, avec les adhérents du Groupement Militaire de Prévoyance des Armées (GMPA) au sein de l’association Tégo. 
En 2022, l'organisme qui comprend 850 salariés connaît une crise de gouvernance : l'AGPM est condamnée à deux reprises pour harcèlement moral, et la direction est critiquée par plusieurs audits.

## Chiffres clés
En 2020, le groupe comptait 711 724 clients pour 856 salariés (civils et anciens militaires).
Son chiffre d’affaires était de 515 millions d’euros en 2020, pour un total de 1,86 million de contrats.

## Structure du groupe et filiales
Le groupe AGPM est une Société de groupe d'assurance mutuelle (SGAM) à laquelle sont rattachées deux sociétés d'assurance mutuelle (SAM) :
- AGPM Vie : filiale créée en 1981 pour couvrir le risque de décès, d'incapacité et d'invalidité des militaires français. Elle exerce notamment des activités d'épargne et d'assurance-vie et est ouverte au grand public depuis 1998. Elle a réalisé un chiffre d'affaires de 319,8 millions d'euros en 2020.

- AGPM Assurances : filiale créée en 1978 pour couvrir le risque dommages des particuliers, notamment au travers des assurances automobiles et habitation. Son chiffre d'affaires était de 193,8 millions d'euros en 2020.

## Identité visuelle

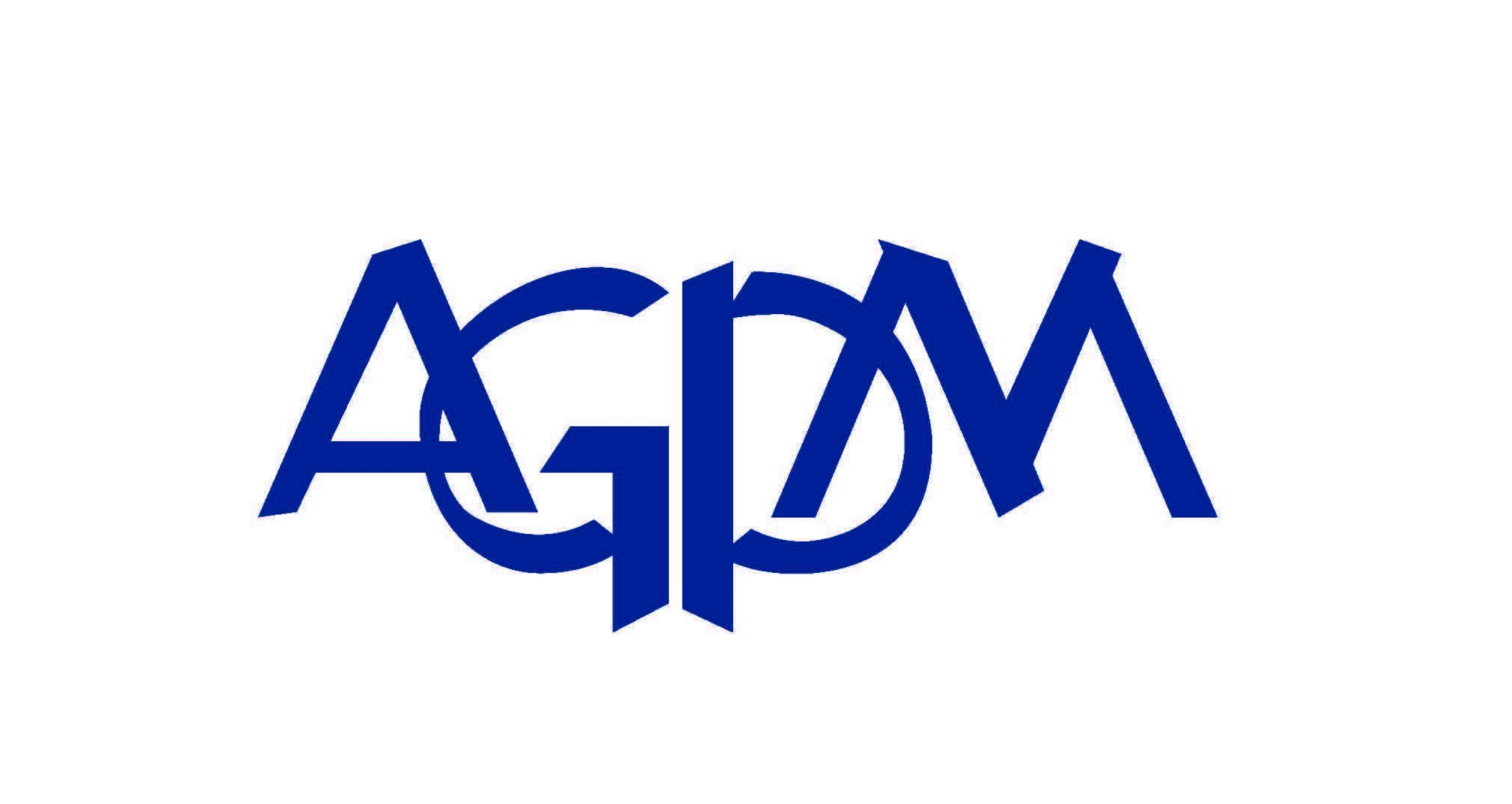
Logo Agpm en 1951
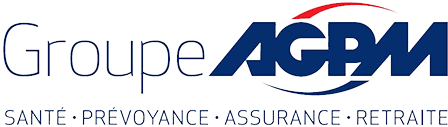
Logo actuel[Quand ?] en version complète.

### Sources primaires (AGPM)
1. ↑  « Rapport d'activités », sur groupe-agpm.fr
2. ↑  « Rapport sur la solvabilité et la situation financière », sur Entreprise AGPM (consulté le 23 mars 2022)